# 扶桑レクセル
扶桑レクセル株式会社（ふそう - ）は、かつて存在した日本の不動産会社。大京の子会社であったが2009年3月1日に大京に簡易吸収合併された。合併後にエンジニアリング部門は扶桑エンジニアリングに分割され、現在はIHI扶桑エンジニアリングとなっている。
かつては三和グループのメンバーであり三和系企業で設立されたみどり会の会員企業だったが、大京に簡易吸収合併されたのに伴い退会。なおかつての親会社で扶桑レクセルを吸収合併した大京もみどり会の会員企業であり三和グループに属している。

## 沿革
- 1947年 - 外地鉄道（南満州鉄道、華北交通、華中鉄道）従事員引揚者の更生援護の使命を帯び、運輸省（現国土交通省）、国鉄（現JR）、大陸鉄道従事員援護会等の支援のもとに、資本金50万円で「扶桑興業株式会社」を設立。
- 1961年 - 東京証券取引所2部上場。
- 1991年 - 「扶桑レクセル株式会社」に社名を変更。
- 2007年5月 - 大京の完全子会社化の決定。
- 2007年7月26日 - 上場廃止。
- 2009年3月1日 - 大京に簡易吸収合併。

## 関係会社
- 大京
- 大京リアルド
- 大京アステージ
- IHI扶桑エンジニアリング - 2009年6月にかつての同社の機械式立体駐車装置事業部門を大京から会社分割する形で設立。

## 関連人物
- 安倍徹夫